# Sé titular de Naísso
A Diocese de Naísso (em latim: Dioecesis Naissitana) é uma sé suprimida e sé titular da Igreja Católica Romana.

## História
Naísso, correspondente à cidade de Nis na Sérvia, é um antigo bispado da província romana da Dácia Mediterrânea na diocese civil da Dácia, sufragânea da arquidiocese de Sárdica.
Existem seis bispos documentados desta antiga diocese. O primeiro é Ciríaco, que viveu na primeira metade do século IV, simpatizante do arianismo e oponente de Marcelo de Ancira. Foi sucedido por Gaudêncio, que esteve presente no concílio de Sárdica e talvez possa ser identificado com Gaudêncio presente no segundo concílio de Sirmio em 351. Seguido pelo bispo Bonoso, que foi deposto e substituído por Marciano, ambos mencionados em algumas cartas do Papa Inocêncio I.
Em meados do século V, Naísso sofreu destruição nas mãos dos hunos. A cidade, porém, conseguiu se recuperar. Com efeito, no início do século VI é conhecido o nome de outro bispo, Gaiano, enviado a Constantinopla pelo imperador Anastácio I. Projeto finalmente esteve presente no concílio ecumênico de 553.
A estes bispos, os autores do Illyricum Sacrum acrescentam o nome de Dalmácio o bispo Nêutimas (Neutimae''), que se diz ter assinado a carta dos bispos da Dardânia ao imperador Leão (458) após o assassinato do patriarca alexandrino Protério. Segundo Jacques Zeiller, tendo assinado o documento com os bispos da Dardânia, Dalmácio não poderia ser bispo de Naísso, cidade que pertencia a outra província romana.
Desde 1933, Naísso é contado entre os bispados titulares da Igreja Católica Romana; desde 22 de fevereiro de 2022 o bispo titular é Basilio Mamani Quispe, bispo auxiliar de La Paz.

## Bispos

### Bispos residentes
- Ciríaco (primeira metade do século IV);[5]
- Gaudêncio (antes de 343/44 – depois de 351);[5][6]
- Bonoso (mencionado c. 380);[5]
- Marciano (antes de 409 – depois de 414);[5]
- Dalmácio (mencionado 458);[5][6]
- Gaiano (mencionado em 516);[5]
- Projeto (mencionado em 553).[5]

### Bispos titulares
- William Francis O'Shea, MM (11 de julho de 1939 - 22 de fevereiro de 1945);[1]
- Henri Routhier, OMI (15 de junho de 1945 - 13 de julho de 1967) - Nomeado arcebispo de Grouard-McLennan;[1]
- Victor Hugo Martínez Contreras † (30 de novembro de 1970 - 20 de setembro de 1975) - Nomeado bispo de Huehuetenango;[1]
- Paul Josef Cordes (27 de outubro de 1975 - 24 de novembro de 2007) - Nomeado cardeal diácono de San Lorenzo in Piscibus;[1]
- Ambrose Madtha (8 de maio de 2008 - 8 de dezembro de 2012);[1]
- Valdir Mamede (6 de fevereiro de 2013 – 10 de julho de 2019) - Nomeado bispo de Catanduva;[1]
- Adrian Józef Galbas, SAC (12 de dezembro de 2019 – 4 de dezembro de 2021) - Nomeado arcebispo coadjutor de Katowice;[1]
- Basilio Mamani Quispe (22 de fevereiro de 2022 -).[1]